# Ferrante III Gonzaga
Ferrante III Gonzaga (Mantua, 4 de abril de 1618-Guastalla, 11 de enero de 1678) fue un noble italiano, tercer duque de Guastalla desde 1632 hasta 1678.

## Biografía
Hijo del duque César II Gonzaga de Guastalla, se convirtió en su sucesor a partir de 1632. A la muerte de Ferrante III, el Ducado de Guastalla fue heredado por el duque de Mantua, Carlos III de Gonzaga-Nevers, esposo de su primera hija, y luego pasó al esposo de la segunda hija, Vicente Gonzaga, investido por el emperador Leopoldo I de Habsburgo.
El 24 de junio de 1647 se casó con Margarita de Este (1619-12 de noviembre de 1692), hija del duque Alfonso III de Este de Módena y de Isabel de Saboya (11 de marzo de 1591-22 de agosto de 1626).

## Descendencia
Ferrante y Margarita tuvieron dos hijas:
- Ana Isabel (12 de febrero de 1655-11 de agosto de 1703), casada en 1670 con Carlos III de  Gonzaga-Nevers (1562-1708), duque de Mantua y Monferrato.
- María Victoria (9 de septiembre de 1659-5 de septiembre de 1707), casada con Vicente, duque de Guastalla, desde 1692.

- Datos: Q321348
- Multimedia: Ferrante III Gonzaga, Duke of Guastalla / Q321348